# William Nassau de Zuylestein
William Henry Nassau de Zuylestein (17 septembre 1717 - 29 septembre 1781) est un courtisan britannique, diplomate et un homme politique d'origine anglo-néerlandaise. Il occupe des postes d'ambassadeur à Madrid et à Paris et exerce les fonctions de secrétaire d'État dans les départements du Nord et du Sud. Il est crédité de l'introduction la plus précoce du peuplier de Lombardie en Angleterre en 1754.
Il est un ami personnel de personnalités culturelles telles que l'acteur David Garrick, le romancier Laurence Sterne et le dramaturge français Beaumarchais. George III le considère comme son expert en matière de politique étrangère au début des années 1770 et comme un ministre loyal et travailleur. Rochford est le seul secrétaire d'État britannique entre 1760 et 1778 à avoir été diplomate de carrière.
Il joue un rôle clé dans la négociation à la suite de la bataille de Manille (1762) avec l'Espagne (1763-1766), l'acquisition de la Corse par la France (1768), la crise des îles Falkland de 1770-1771, la crise qui suit la révolution suédoise de 1772 et les suites du conflit sur la loi sur les mariages royaux de 1772. En plus de son travail de secrétaire aux affaires étrangères, il assume au début des années 1770 un lourd fardeau de responsabilités domestiques, notamment dans les affaires irlandaises. Il est un membre clé de l'administration du Nord au début de la Guerre d'indépendance des États-Unis. La maladie et un scandale politique le forcent à quitter ses fonctions en novembre 1775.

## Biographie

### Jeunesse
William Henry Nassau van Zuylestein est né en 1717, fils aîné de Frederick Nassau van Zuylestein, 3e comte de Rochford, et de son épouse Elizabeth («Bessy») Savage, fille de Richard Savage (4e comte Rivers). Ses origines sont Anglo-néerlandaises, descendant d'une lignée illégitime de Frédéric-Henri d'Orange-Nassau (1584-1647), fils de Guillaume Ier d'Orange-Nassau, prince de Orange. Le grand-père et l'arrière-grand-père de Rochford ont tous deux une épouse anglaise, dame d'honneur à la cour de Guillaume II d'Orange-Nassau et de Guillaume III d'Orange. Son grand-père est un proche compagnon de Guillaume III, qui l'accompagne en Angleterre lors de la glorieuse révolution de 1688–1689, et qui est récompensé plus tard par le comté de Rochford.
Il fait ses études au Collège d'Eton (1725-1732) sous le nom de vicomte Tunbridge. Parmi ses amis, figurent trois futurs Secrétaire d'État, Henry Seymour Conway, George Montagu-Dunk (2e comte d'Halifax) et John Montagu (4e comte de Sandwich). Cependant, il s'est aussi fait un ennemi à vie à Eton, le fils du premier ministre, l'écrivain influent Horace Walpole. Au lieu d'aller à l'université, Rochford est envoyé à l'Académie de Genève où il loge chez la famille du professeur Antoine Maurice. De Genève, il parle aussi bien le français que le néerlandais et l'anglais. Il succède à son père comme 4e comte de Rochford en 1738, à l'âge de vingt et un ans.

### Courtisan
Il est nommé gentilhomme de la chambre à George II en 1739 (marque de faveur royale) et il occupe ce poste jusqu'en 1749. Il hérite des principes whig forts et est un partisan fidèle de la succession protestante hanovrienne, mais il admire également la politique étrangère pacifique de Robert Walpole. Au moment de la rébellion jacobite de 1745, il propose de créer un régiment, mais cela n'est pas nécessaire. Il a sa base politique dans l'Essex, mais il n'est pas un orateur et ne fait pas impression à la Chambre des lords. Il est nommé vice-amiral d'Essex en 1748. Bien qu'ambitieux pour de hautes fonctions politiques, il évite les factions et cultive le fils du roi, le duc de Cumberland, comme son patron. Cumberland réussit à faire pression pour que Rochford se voit confier un poste diplomatique à la fin de la guerre de Succession d'Autriche, et il est nommé ambassadeur à Turin en janvier 1749.

### Envoyé à Turin
Il arrive à Turin le 9 septembre 1749. C'est le poste diplomatique le plus important en Italie. Il commence comme Envoyé extraordinaire et plénipotentiaire, le plus haut rang du service diplomatique britannique sans ambassadeur. Cependant, il accepte le salaire d'un envoyé ordinaire pour une période de probation, ce qui l'incite fortement à faire preuve de zèle et à devenir un diplomate très professionnel. Ses premières négociations, au nom d'une compagnie de mineurs anglais et des communautés vaudoises protestantes des Alpes piémontaises, sont couronnées de succès, et il obtient ensuite son salaire complet. Il s'ingénie auprès du roi, Charles-Emmanuel III, en l'accompagnant lors de chasses matinales. Il se fait des amis utiles à la cour et est hautement considéré par le corps diplomatique à Turin. Il joue un rôle mineur mais utile dans les négociations complexes relatives au traité d'Aranjuez (1752). Il fait une tournée en Italie en 1753 et fait appel à un espion pour obtenir des renseignements sur la cour du jeune prétendant à Rome. Il utilise également pleinement les consuls britanniques dans la région pour obtenir des informations sur les questions commerciales et l'implication française en Corse, en les récompensant de la suppression de la taxe sur les navires britanniques à Villafranca.

### Lord Lieutenant d'Essex
Rappelé à Turin pendant la guerre de Sept Ans (1755-1763), il reprend sa carrière de courtisan, nommé par George II Premier Lord de la Chambre à coucher et Porte-coton, postes hautement prestigieux. Il est également nommé membre du Conseil privé en 1755. En tant que Lord Lieutenant d'Essex à partir de mai 1756, il participe étroitement à la formation du régiment de milice du comté d’Essex, dont il devient le colonel en novembre 1759. À la mort de George II en 1760, Rochford perd ses postes lucratifs à la cour, mais reçoit une généreuse pension. Au début des années 1760, il s'implique dans la politique locale de l'Essex et "améliore" le parc de son domaine de St Osyth en y ajoutant un jardin hollandais et un labyrinthe. Cependant, son revenu foncier est faible pour un comte et le retour à la diplomatie devient une nécessité financière. Il est nommé ambassadeur en Espagne le 18 juin 1763.

### Ambassadeur en Espagne
Les instructions secrètes de Rochford à son ambassade à Madrid portent principalement sur la lutte contre l'influence française sur le roi Charles III et sur la reconstruction de la Marine de guerre espagnole, après son entrée tardive et désastreuse dans la guerre de Sept Ans. Sa première grande négociation résulte de l'expulsion par l'Espagne des coupeurs de bois britanniques de la Péninsule du Yucatán au Honduras. Avec le ferme soutien de l'administration de George Grenville, les menaces de force navale de Rochford font régresser l'Espagnol, mais lui donnent la réputation d'être un anti-Bourbon. Ses efforts visant à contraindre l’Espagne à payer le litige controversé de Manila Ransom, que le ministre français des Affaires étrangères, Étienne-François de Choiseul suggère de soumettre à l’arbitrage, sont moins fructueux. La vigilance de Rochford révèle un complot français visant à incendier les chantiers navals de la marine britannique. Son amitié avec le consul général britannique à Madrid, Stanier Porten (oncle de l'historien Edward Gibbon) approfondit son intérêt pour les questions commerciales, et il utilise les consuls comme espions pour obtenir des informations précises sur la reconstruction navale de l'Espagne. A Madrid, il se lie d'amitié avec le jeune dramaturge français Beaumarchais, dont les expériences en Espagne servent ensuite de fondement à sa pièce Les Noces de Figaro. Près de son ambassade, Rochford est un témoin oculaire des émeutes de Madrid de 1766.

### Ambassadeur en France
La nomination de Rochford à Paris est inattendue et il quitte Madrid si pressé qu'il doit mettre en gage sa vaisselle pour régler ses dettes. Il insiste pour que Porten, exceptionnellement compétent, se rende à Paris en tant que secrétaire d'ambassade. Choiseul propose à Rochford un échange entre l'abandon des demandes de la Grande-Bretagne sur la Ransom Manille contre l'abandon par la France des îles Falkland, mais les fausses déclarations d'un ancien ambassadeur, Lord Hertford, et le manque d'expérience du secrétaire d'Etat, lord Shelburne font échouer cette transaction. Choiseul est furieux et accuse injustement Rochford. Celui est presque le seul membre du corps diplomatique à Paris, assez courageux pour résister aux intimidations de Choiseul, et leurs négociations sur des questions telles que Dunkerque, les bons du Canada et les réclamations de la Compagnie britannique des Indes orientales d'indemnisation pour les dépenses de guerre en Inde sont souvent acrimonieux. Rochford se prépare minutieusement et maîtrise les détails, obtenant des concessions réticentes de Choiseul sur les trois questions.
Le plus grand coup de Choiseul (et le plus grand échec de Rochford) concerne l'acquisition secrète par la France de la Corse de la république de Gênes en 1768. Bien que Rochford ait prévenu tôt des conditions probables et payé un espion pour obtenir une copie du projet de traité, le cabinet britannique dirigé par Lord Grafton est trop préoccupé par les émeutes à Londres et n'a pas soutenu son ambassadeur à Paris. Rochford a également le malheur de tomber gravement malade pendant quinze jours au plus fort de la crise, permettant ainsi à Choiseul de conclure l'accord avec Gênes. Les protestations britanniques par la suite furent vaines et un Rochford en colère retourne à Londres pour démissionner de son ambassade. Au lieu de cela, on lui propose un siège au cabinet, qu'il accepte finalement le 21 octobre 1768, à condition que Porten devienne son sous-secrétaire.

### Secrétaire du Nord
Des observateurs contemporains comme Edmund Burke et le rédacteur anonyme «Junius» trouvent étrange que Rochford ait été nommé secrétaire du Nord alors que toute son expérience diplomatique a eu lieu devant les cours du Sud. La politique étrangère britannique et la réputation de la Grande-Bretagne en Europe ont atteint leur point le plus bas du XVIIIe siècle à cause du fiasco corse de 1768, mais la gestion réaliste et compétente de son nouveau portefeuille par Rochford renforce la politique étrangère britannique de plusieurs manières. Les diplomates britanniques à l'étranger sont soulagés d'avoir affaire à un secrétaire d'État connaissant la diplomatie et les tient régulièrement informés. Hamish Scott suggère que Rochford "presque tout seul" a évité le naufrage imminent de la réputation de la Grande-Bretagne en Europe.
À l'époque, le principal objectif de la Grande-Bretagne est de conclure un traité d'alliance avec la Russie, mais l'impératrice Catherine II et son ministre des Affaires étrangères, Nikita Ivanovitch Panine insistèrent pour obtenir une subvention importante, ce que Rochford refuse. Au lieu de cela, il persuade George III de verser de l'argent des services secrets dans la politique suédoise, de soutenir la Russie et de saper l'influence française. L'envoyé britannique à Stockholm, Sir John Goodricke, utilise cet argent avec parcimonie et contribue au maintien de la constitution libérale suédoise. Selon Michael Roberts, Rochford est beaucoup plus pratique et réaliste que Choiseul dans sa gestion des affaires suédoises.

### Crise des Malouines
L'expulsion par l'Espagne d'une garnison britannique des îles Falkland en mai 1770 déclenche une crise diplomatique majeure qui amène l'Europe au bord de la guerre. Jusqu'à présent, les historiens attribuent la résolution de cette crise à une "promesse secrète" du Premier ministre britannique Lord North selon laquelle la Grande-Bretagne évacuerait les îles sans bruit à une date ultérieure si les Espagnols acceptaient de désavouer leurs officiers et de rendre le fort à la Grande-Bretagne. Des recherches récentes dans les archives diplomatiques étrangères suggèrent une vision totalement différente de la face britannique de cette crise. Loin de résoudre la crise, la «promesse secrète» de North a failli briser une politique convenue de réaction ferme appuyée par la menace de la force navale. C'est la politique de Rochford, soutenue par George III. Bien qu'il ait été secrétaire du Nord en 1770, l'avis de Rochford au cabinet en tant qu'ancien ambassadeur à Madrid et à Paris est décisif. La paresse et les fréquentes absences de Thomas Thynne (1er marquis de Bath) laissent de fait son portefeuille du Sud à Rochford, qui l'assume en plus du sien. C'est Rochford qui ordonne à l'Amirauté de préparer une flotte à la guerre et envoie une simple demande de désaveu et de restitution à Madrid. La réponse de l'Espagne dépend de manière cruciale du soutien de la France en cas de guerre et la France commence à préparer une flotte, mais le renvoi de Choiseul par le roi de France supprime cette perspective et le rappel de l'envoyé britannique Harris de Madrid montre que la Grande-Bretagne est toujours prête à partir en guerre. Weymouth démissionne également en décembre 1770 et Rochford le remplace en tant que secrétaire du Sud le 19 décembre 1770.

### Secrétaire du sud
Rochford a déjà pris en charge la négociation des Malouines et l'Espagne a maintenant accepté ses demandes. Cependant, les pourparlers de désarmement des mois suivants sont souvent orageux et le risque de guerre subsiste jusqu'en avril 1771, lorsque toutes les parties désarment simultanément, comme l'a proposé Rochford. Après que Sandwich ait été nommé premier Lord de l'amirauté, le successeur de Rochford en tant que secrétaire du Nord est Henry Howard (12e comte de Suffolk), qui passe un an à améliorer son français afin de pouvoir converser avec les diplomates étrangers à Londres. Pendant ce temps, Rochford est de facto ministre des Affaires étrangères et traite toute la correspondance diplomatique britannique jusqu'en 1772. Avant la création de postes séparés pour l'intérieur et les affaires étrangères en 1782, le secrétaire du Sud porte un lourd fardeau des responsabilités domestiques, notamment la surveillance de l'Irlande. La correspondance irlandaise équivaut presque au reste de la correspondance intérieure de Rochford en 1771-1775.
Les premiers succès de Rochford en tant que secrétaire du Sud sont de persuader le nouveau ministre français des Affaires étrangères, le duc d'Aiguillon de régler le différend de longue date du Canada et d'empêcher une tentative française de renforcer leurs possessions en Inde. Après la maladroite intervention de George III au Danemark en 1772 pour soutenir sa sœur déshéritée, la reine Caroline-Mathilde, le premier grand défi de Rochford en tant que secrétaire du Sud est la crise suédoise de 1772-1773, à la suite du coup d'Etat constitutionnel de Gustave III en août 1772. Cette crise amène de nouveau l'Europe au bord de la guerre, alors que la Russie menace d'envahir la Suède et la France menace d'envoyer une flotte sur la Baltique pour soutenir Gustave. Rochford joue un rôle clé dans cette crise, conseillant la prudence aux Russes et avertissant les Français que la Grande-Bretagne enverrait également une flotte dans la Baltique. Panin décide finalement de ne pas envahir la Suède et la crise s'atténue lorsque les Français transfèrent leur armement naval de Brest à Toulon.
Comme le note Rochford, le premier partage de la Pologne en 1772 a "changé absolument le système de l'Europe", démontrant ainsi l'émergence de la Russie et de la Prusse en tant que nouvelles puissances prédatrices. Avec les encouragements de George III, Rochford se lance dans une nouvelle politique risquée d'amitié secrète avec la France, avec pour objectif à long terme de former une alliance défensive des puissances coloniales maritimes en contrepoids aux "puissances orientales". La crise suédoise anéantit cette initiative et Rochford se tourne ensuite vers l'Espagne, dans le but de «créer un fossé» dans le pacte de famille. Les relations avec les deux puissances Bourbon sont plus cordiales en 1775 qu'elles ne l'ont été depuis 1763, mais le soutien clandestin de la France aux colonies américaines annule de plus en plus l'un des piliers de cette politique.
La tâche la plus difficile de Rochford en tant que secrétaire du Sud consiste à agir pour le compte de George III lors des douloureuses négociations de mai 1773 avec son frère, le duc de Gloucester, qui a épousé en secret la nièce de Horace Walpole, Maria Waldegrave, en 1766. Elle est maintenant enceinte et Gloucester veut une assurance de soutien financier pour sa famille. En raison de la loi sur les mariages royaux de 1772, George III considère cette nouvelle comme une trahison de la part de son frère le plus digne de confiance et est profondément blessé, refusant d’abord de donner une réponse. Rochford est le seul membre du cabinet à faire office d'intermédiaire. Le dégoût de Horace Walpole pour Rochford est maintenant devenu une haine amère. Il vilipende Rochford parce qu'il ne peut pas attaquer ouvertement le roi.

### Retraite
La mauvaise santé et l'arrestation bâclée d'un banquier américain à Londres, Stephen Sayre, soupçonné d'un complot visant à kidnapper George III, pousse à la retraite de Rochford le 11 novembre 1775, avec une pension généreuse et une promesse d'être fait Chevalier la jarretière. En 1776, on lui propose deux fois le poste lucratif de Lord lieutenant d'Irlande et aurait été un candidat idéal, mais il refuse pour des raisons de santé. Le 12 juin 1776, Rochford est élu maître de Trinity House, la société chargée du bien-être des phares, des pilotes et des marins. Au nom de George III, il entreprend également des pourparlers secrets avec Beaumarchais et effectue un rapide voyage incognito à Paris pour tenter de persuader le gouvernement français de cesser d'envoyer de l'aide aux rebelles américains, concluant que la France est sur le point de déclarer la guerre ouverte. Il devient chevalier de la jarretière en 1779. Ses dernières années sont consacrées à la milice d'Essex, même après la fin de la menace d'invasion française. Il meurt à St Osyth le 29 septembre 1781. Son neveu célibataire lui succède, et à sa mort, le titre de Rochford disparait en 1830.

## Vie privée
En mai 1742, Rochford épouse Lucy Younge, fille d'Edward Younge de Durnford, dans le Wiltshire, mais ils n'ont aucun enfant. Jeune homme marié, Rochford devient un ami personnel intime de l'acteur David Garrick, et ils restent des amis proches pendant plus de trente ans. Rochford et Lucy habitent d'abord Easton dans le Suffolk, propriété de son oncle Henry Nassau, et ils déménagent au siège de la famille à St Osyth dans l'Essex après la mort de la mère de Rochford en 1746. Il achète également un hôtel particulier à Londres, au 48 Berkeley Square, qu’il possède jusqu’en 1777. Les Rochford laissent à chacun une liberté considérable dans leur vie personnelle, même selon les normes relativement détendues de la noblesse du XVIIIe siècle, et Lucy Rochford est connue pour ses nombreux amants, parmi lesquels le duc de Cumberland et le prince de Hesse. Rochford a des maîtresses à Turin dont l'une, la danseuse d'opéra nommée Signora Banti, le suit à Londres, mais il ne reconnait jamais ses enfants comme siens. Lucy s’oppose à cette chère maîtresse et Rochford accepte de la laisser si Lucy abandonne également son amoureux du moment, Lord Thanet. Elle répond qu'il n'est pas un fardeau pour leurs finances, bien au contraire.
La maîtresse suivante de Rochford, Martha Harrison, lui donne une fille, Maria Nassau, qui est adoptée par Lucy comme sa fille de substitution. Maria vit avec eux à Paris et ensuite à St Osyth. Rochford a des relations à Paris avec les épouses de deux amis de Choiseul, la marquise de Laborde et Mme Latournelle. Une autre maîtresse, Ann Labbee Johnson, le suit à Londres et lui donne un fils et une fille. Après la mort de Lucy en 1773, Rochford amène Ann et les enfants à vivre avec lui à St Osyth. Son testament en fait l'unique exécutrice et rend hommage à son "amitié et son affection".
Dans sa jeunesse, Rochford est un cavalier accompli et un yachtman expérimenté. Il participe à une course avec son yacht de Harwich à Londres contre celui de Richard Rigby. Il est également impliqué dans les premiers matchs de cricket de l'Essex. Il utilise son yacht pour visiter ses domaines à Zuylestein dans la province néerlandaise d'Utrecht. Il est un passionné de danse anglaise et renforce ainsi sa popularité à la cour de Turin dans les années 1750. Ses plus grands amours (en dehors de ses diverses maîtresses) sont le théâtre, la musique et l'opéra (Il joue de la guitare baroque). En 1751, lors d’une visite dans les Alpes suisses, il s’avoue «excessivement curieux des plantes» et en envoie à Saint-Osyth. Il est crédité de la première introduction connue du peuplier de Lombardie dans le sud de l'Angleterre, rapportant à la maison un jeune arbre attaché au pôle central de sa voiture en 1754.

## Héritage

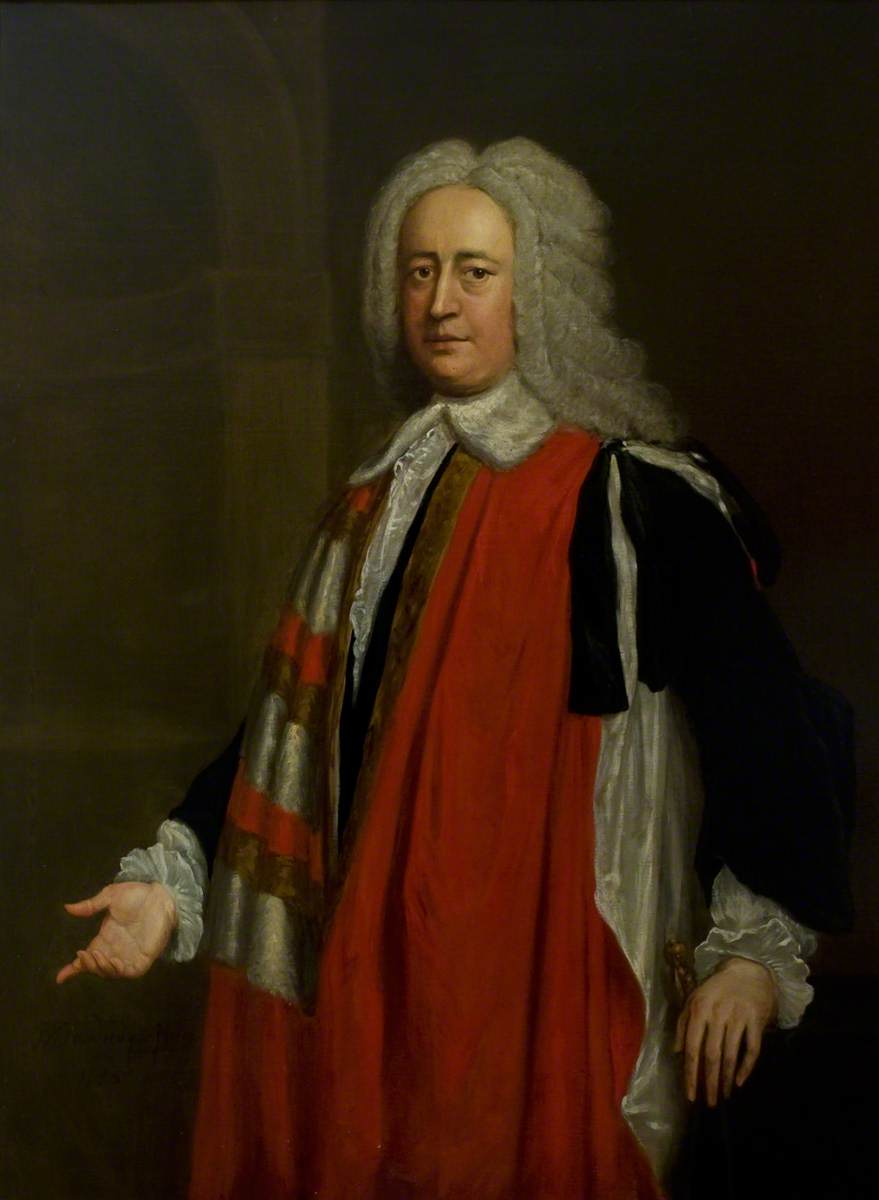
William Henry Nassau de Zuylestein, 4e comte de Rochford peint par Bartholomew Dandridge en 1735.

En l'absence de triomphes spectaculaires ou de grands traités à son nom, et avec ses négociations les plus importantes restées secrètes à l'époque, Rochford est bientôt oublié après sa mort. Sa réputation a également souffert de Horace Walpole, qui n'a jamais manqué de laisser le critiquer. Dans ses Mémoires du règne du roi George III, Walpole décrit Rochford comme "un homme sans capacités et sans connaissances, si ce n'était dans la routine du travail". Pourtant, ailleurs, Walpole a reconnu l'honnêteté et la souplesse de Rochford. La disparition des papiers personnels de Rochford (jusqu'à ce que ceux concernant sa nomination à Turin soient redécouverts en 1971) signifiait que les historiens avaient très peu de moyens pour reconstruire sa vie personnelle, mais beaucoup de ses lettres ont survécu dans les collections de leurs destinataires, en particulier celles de Garrick et Denbigh.
Des recherches approfondies dans les archives diplomatiques britanniques et étrangères ont permis une évaluation plus précise de la carrière publique du 4e comte de Rochford. En tant que diplomate, il est très professionnel, à une époque d'amateurs titrés. Méthodique et travailleur, il maîtrise les détails de négociations complexes et est largement respecté en tant que négociateur dur et médiateur honnête. Son expérience de diplomate s’est révélée inestimable lorsqu’il devient secrétaire d’État, et les archives étrangères démontrent clairement à quel point il a géré la politique étrangère britannique jusqu’au déclenchement de la guerre d’indépendance des États-Unis. Il est exceptionnellement bien informé et son "Plan pour la prévention de la guerre en Europe" (1775), non publié, le révèle comme un penseur stratégique et l'un des plus imaginatifs des secrétaires d'État britanniques du dix-huitième siècle.
George III a déjà souligné les "nombreuses qualités aimables" de Rochford, ajoutant que son "zèle le rend plutôt pressé". Le roi dit également à Stanier Porten que Rochford était "plus actif et plus spirituel" que quiconque dans le cabinet North du début des années 1770. Hamish Scott a décrit Rochford comme "l'homme le plus capable de contrôler la politique étrangère au cours de la première décennie de paix [après 1763], un homme d'État doté d'une intelligence, d'une perception et d'une application considérable".
L’héritage diplomatique majeur de Rochford est sa politique consistant à essayer de détacher l’Espagne du pacte de famille avec la France. Au cours de sa dernière année au pouvoir, Rochford a assuré aux ministres espagnols que la Grande-Bretagne souhaitait qu'ils restent neutres et ne frappent pas les premiers. Il a également averti les Espagnols que leurs colonies d'Amérique centrale et d'Amérique du Sud pourraient être tentées de suivre l'exemple des colonies rebelles d'Amérique du Nord. Ces considérations ont amené l'Espagne à ne pas rejoindre la France en guerre ouverte en 1778, mais un an plus tard.

## Sources
- Geoffrey W. Rice (2010b), La vie du quatrième comte de Rochford (1717-1781), Courtisan anglo-néerlandais du XVIIIe siècle, diplomate et homme d'État (Lewiston, New York, Edwin Mellen Press, 2010), 766 pp.
- (en) Geoffrey W. Rice, « Nassau van Zuylestein, William Henry van, fourth earl of Rochford (1717–1781) », dans Oxford Dictionary of National Biography, Oxford University Press, janvier 2016 (lire en ligne )
- GW Rice (1992), «Sources archivistiques pour la vie et la carrière du quatrième comte de Rochford (1717–1781), diplomate britannique et Statesman», Archives (British Records Association, Londres), v.20, n.88 (octobre 1992), 254–68
- GW Rice (1977), «Les consuls et les diplomates britanniques au milieu du dix-huitième siècle: un exemple italien», Revue historique anglais, 92 (1977), 834–46
- GW Rice (1989), «Lord Rochford à Turin, 1749-1755: une phase charnière dans les relations anglo-italiennes au XVIIIe siècle», dans Knights Errant and True English: La politique étrangère britannique, 1660–1800, éd. Jeremy Black (Edinburgh, 1989), pp.   92-112
- GW Rice (1980), «La Grande-Bretagne, la Ransom de Manille et le premier différend avec l'Espagne sur les îles Falkland, 1766», The International History Review, v.2, no 3 (juillet 1980), 386–409
- GW Rice (2006), «Tromperie et distraction: le Royaume-Uni, la France et la crise corse de 1768», Revue d'histoire internationale, v.28, n.2 (juin 2006), 287–315
- GW Rice (2010 a), «La politique étrangère britannique et la crise des îles Falkland de 1770–1771», Revue d'histoire internationale, v.32, n.2 (2010), 273–305.
- WMC Regt, 'Nassau-Zuylestein', dans Genealogische en Heraldische Bladen (1907)
- Collins, pairage d'Angleterre, 5e édition (Londres, 1779)
- Horace Walpole, Mémoires du règne du roi George III, éd. GF Russell Barker (Londres, 1894)
- Hamish Scott, "Les relations anglo-autrichiennes après la guerre de Sept Ans: Lord Stormont à Vienne, 1763-1772", thèse de doctorat non publiée, Université de Londres, 1977
- Hamish Scott, La politique étrangère britannique à l'ère de la révolution démocratique (Oxford, 1990)
- Stella Tillyard, Une affaire royale: George III et ses frères et sœurs gênants (Londres, 2006)
- Nicholas Tracy, «Parade d'une menace pour l'Inde, 1768-1774», The Mariner's Mirror, 59 (1973), 35–48.
- Julie Flavell, «Le complot pour l'enlèvement du roi George III», BBC History Magazine (novembre 2006), 12–16.
- Letitia M. Hawkins, Mémoires, Anecdotes, etc. (Londres, 1824)
- Ian McIntyre, Garrick (Harmondsworth, 1999)
- Michael Roberts, diplomatie britannique et politique suédoise, 1758-1773 (Londres, 1980)
- NAM Rodger, Le comte insatiable: une vie de John Montagu, quatrième comte de Sandwich, 1718-1792 (New York, 1994)
- Jeremy Black, George III: le dernier roi d'Amérique (New Haven, 2006)
- Brendan Simms, Trois victoires et une défaite: l'essor et la chute du premier empire britannique, 1714-1783 (Londres, 2007)